# Южный (Новокубанский район)
Ю́жный — посёлок в Новокубанском районе Краснодарского края.
Входит в состав Советского сельского поселения.

## Население
| 2002 | 2010 |
| ---- | ---- |
| 291  | ↘270 |

## Улицы
- ул. Солнечная,
- ул. Цветочная,
- ул. Шоссейная,
- пер. Шоссейный.